# 기침심폐소생술
기침심폐소생술(영어: Cough CPR)은 1999년 즈음에 퍼져나간, 이메일에 설명된 잘못된 인공 호흡 기술이다. 기침심폐소생술은 혼자 있는 상태에서 심장 마비로 심장 박동 리듬에 이상이 생겼을 때, 도움을 줄 사람이 올 때까지(또는 가까운 병원에 도착할 때까지) 2초 간격으로 심호흡과 기침을 반복하도록 지시하고 있다. 이러한 내용은 "미주조작(미주신경 자극 방법)"에 대한 문외한적인 해석에서 시작된 것으로 보인다. "미주조작"은 (강제로 바람을 내뿜게 만드는 경우와 같이) 미주 신경을 자극하기 위해 사람에게 힘을 가하는 기술이다. 이 방법은 심실상성 빈맥(supraventricular tachycardias: SVT)과 같은 심장박동의 리듬이 소실된 사람에게 도움이 되는 방식이다. 미주 신경 자극을 통해 너무 빠른 심장박동률을 늦춰주거나 심실상성 빈맥을 정상 리듬으로 회복시킬 수 있다.
미주조작은 의사, 간호사 및 긴급의료원이 배우는 기술로, 광범위하게 전달된 이메일은 심근경색, 심 정지와 심박 리듬 상실(cardiac dysrhythmia)을 혼동하고 있다. 기침심폐소생술은 아마도 심 정지(cardiac arrest)가 임박한 상황을 위한 것으로 추정되지만, 사람들이 심 정지(cardiac arrest)가 임박했는지 여부를 안다는 것은 불가능하다. 미국심장협회나 미국적십자(American Red Cross)는 심장마비가 왔을 때 기침심폐소생술을 수행하라고 권장하거나 지지하지 않는다.
이러한 혼동은 심근 경색(heart attack)과 심정지(cardiac arrest), 심박 리듬 소실(cardiac dysrhythmia)을 구별하지 못하는 대중에 의해 계속 전파되고 있다. 심근경색(heart attack)은 (혈액 응고 등에 의하여) 동맥 폐색이 일어나면서 조직이 죽어감에 따라 천천히 일어난다. 이로 인해 가슴에 통증이나 불편감이 느껴지게 되고, 긴급히 수술하거나 심장의 혈전을 파괴할 수 있는 약물을 처리하여 폐색 자체를 해결해야 한다. 심박 리듬 소실(cardiac dysrhythmia)은 심장 내의 전기적 신호에 문제가 생긴 것으로, 전해질이나 미주 조작 또는 전기적 심장 자극을 통해 치료한다. 심박 리듬 소실(cardiac dysrhythmia)은 많은 경우, 심근 경색(heart attack)이 임박했음을 예고한다.
"심정지(cardiac arrest)"는 심장 박동이 멈추었을 때 발생하며, 일반적으로 심근경색(heart attack), 의료적으로 이미 존재하던 다른 문제 상황, 또는 심장의 전기적 체계 교란으로 인해 발생한다. 기침심폐소생술은 심근 경색(heart attack)보다는 심 정지(cardiac arrest)가 임박했을 때를 위한 방법이다. 최초 이메일의 작성자는 기침이 뇌로 공급되는 혈액의 압력을 증가시켜 심 정지(cardiac arrest)를 방지할 수 있을 것이라 주장했지만, 두뇌로 공급되는 혈액 증가가 심 정지(cardiac arrest)를 방지할 수 있다는 과학적인 증거는 존재하지 않는다. 대부분의 사람들은 병원에서 심전도 기계로 심장의 상태가 모니터링 되고 있을 때 조차도 심 정지(cardiac arrest)가 임박했는지 여부를 알 수 없다. 미국 심장 협회(The American Heart Association)은 환자가 심전도 기계로 모니터링 되는 상태에서 심 정지가 임박했다는 사인이 나타난다고 하더라도 기침심폐소생술을 권장하지 않는다.
많은 전문가들은 심근경색(heart attack)이 발생한 사람들이 긴급 의료 구조를 위한 전화를 거는 대신 기침 심폐소생술을 시도할까 봐 걱정한다. 또한, 기침을 시도하는 행동 자체가 기침 과정에서 숨을 참는 개인적 반응으로 인해 산소 공급이 방해를 받아 심근 국소성 빈혈(myocardial ischemia)이나 경색(i.e. 심근경색을 악화시키는)을 악화시킬 수 있다.